# Vangagébicsfélék

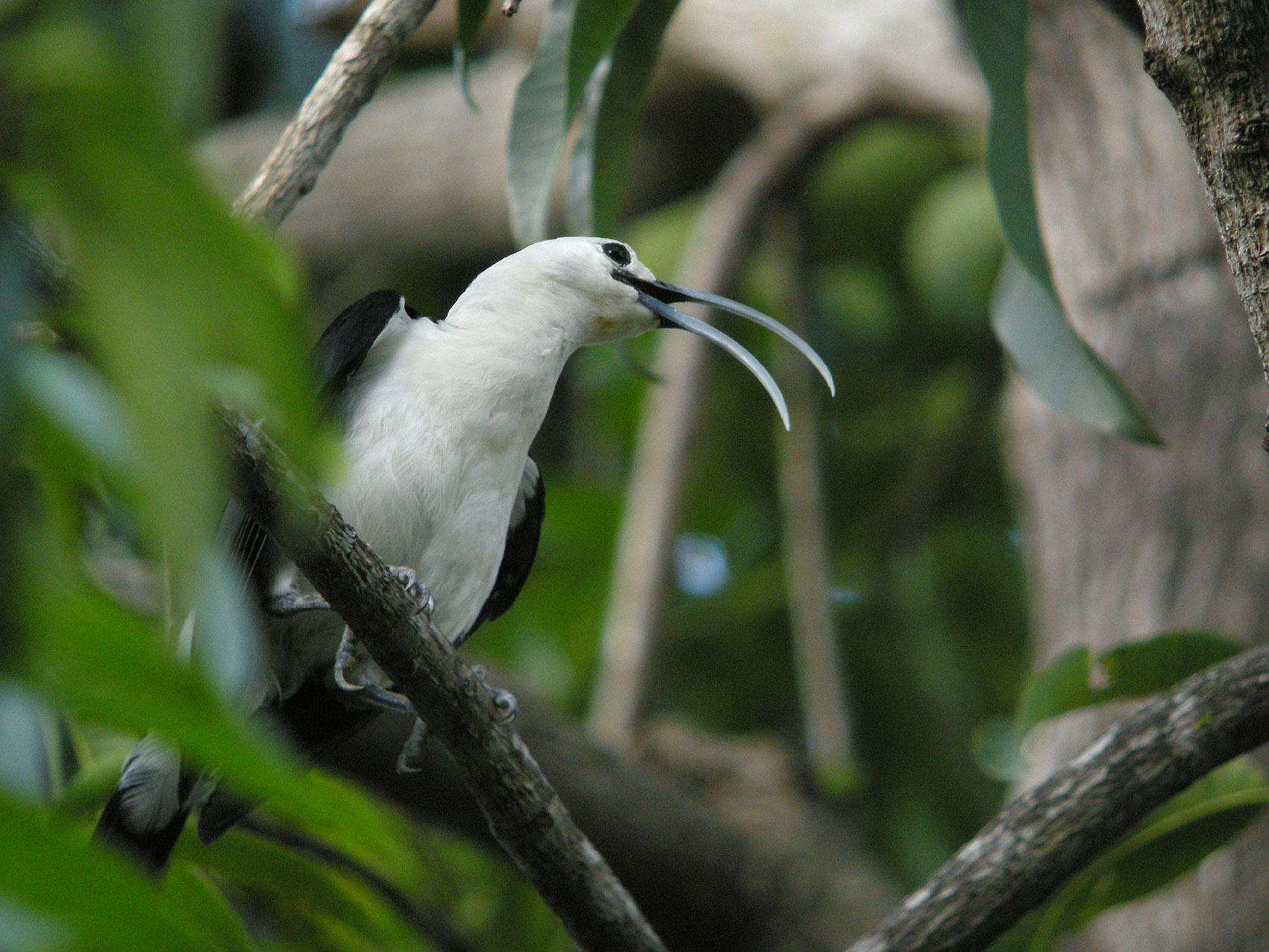
A sarlós vanga (Falculea palliata) a legnagyobb testű faj a családban

A vangagébicsfélék (Vangidae) a madarak osztályának verébalakúak (Passeriformes) rendjébe tartozó család. A Sibley–Ahlquist-féle madárrendszertan nem tekinti önálló családnak, hanem a varjúfélék (Corvidae) családjába sorolja őket. 15 nem és 22 faj tartozik a családba.

## Elterjedésük
Valamennyi faj Madagaszkár szigetén honos, a család egyike a szigetország endemikus madárcsaládjainak. 
Madagaszkáron kívül csupán egyetlen fajuk, az azúrkék vanga (Cyanolanius madagascarinus) egy elkülönült alfaja él, mely a szigetországtól északnyugatra található Comore-szigetek és Mayotte erdeiben honos. Ezt több szerző faji szinten is elkülöníti a madagaszkári egyedektől és comoro-szigeteki vanga (Cyanolanius comorensis) néven önálló fajként kezeli.
A fajok mind közeli rokonai egymásnak és egy adaptív szétterjedés végpontjait képviselik. A szigeti izoláció miatt a fajok több olyan ökológiai fülkét is elfoglaltak, amelyeket a kontinenseken több egyéb madárcsalád képviselői töltenek be. Madagaszkár szigetére – óriás mivolta és az afrikai kontinenshez való viszonylagos közelsége ellenére – több afrikai madárcsalád nem települt be, így ezek ökológiai helyét is a vangák foglalták el. Hasonlóképpen zajlott a folyamat, mint a Darwin–pintyek esetében a Galápagos-szigeteken, vagy a hawaii gyapjasmadarak esetében Hawaiinál.

## Megjelenésük
A fajok közötti legfőbb különbségek a nagyságban, valamint a tollazat és csőr alakulásában van.
A sarlós vanga (Falculea palliata) csőre hosszú és sarló alakban begörbült, míg a sisakos vanga (Euryceros prevostii) csőre méretéhez képest különösen vastag, felül hosszanti irányban egy bordával is megerősítve. Ezzel szemben a kampóscsőrű vanga (Vanga curvirostris) csőre egyenes, a végén jól látható kampóval. A fajok közötti csőreltérések az eltérő táplálékforrások kihasználása miatt alakultak ki.
A csőrök eltérésén kívül elég nagyméretű nagyságbeli különbségek is vannak az egyébként igen közeli rokon fajok között. 
A legnagyobb faj a sarlós vanga, mely testhossza 32 centiméteres, míg a legkisebb fajok szarkavanga (Leptopterus chabert) és a cinegevanga (Calicalicus madagascariensis) ennek a méretnek csak a felét érik el 14 centiméteres hosszukkal.

## Életmódjuk
Magányosan, vagy legfeljebb kisebb csoportban élő madarak.
Erdőkben élnek, különböző fajaik a sziget esőerdeiben és a száraz, lombhullató erdőkben is előfordulnak. Kifejezetten a lombkoronában élő madarak, nagyon ritkán szállnak le a talajra.
A fák lombkoronájában vadásznak rovarokra és egyéb apróbb állatokra. A sisakos vanga erős csőrével apróbb gerinceseket is el tud kapni.
A csuszkavanga (Hypositta corallirostris) a hasonló életmód miatt megdöbbentően hasonlít a csuszkafélék családjának tagjaira. Felfedezése után sokáig oda is sorolták.
A vangagébicsek lapos, tál alakú fészküket a fák ágai közé rejtik. Elsősorban október és január között költenek.

## Természetvédelmi helyzetük
A Természetvédelmi Világszövetség Vörös Listáján a vörösvállú vanga (Calicalicus rufocarpalis) és az acélos vanga (Oriolia bernieri) szerepel a „sérülékeny” kategóriában. 
E fajokat elsősorban kis elterjedési területük miatt a folyamatos erdőirtás fenyegeti.
Hasonló okok miatt a csak a sziget északnyugati részén levő száraz erdőkben élő alkacsőrű vanga (Xenopirostris damii) mára a „veszélyeztetett” kategóriába került.
A többi faj egyelőre nem veszélyeztetett, de az élőhelyük átalakítása hosszabb távon több fajt is veszélybe sodorhat.
A rövidujjú csuszkavanga (Hypositta perdita) természetvédelmi helyzete ismeretlen volt sokáig. Ezt a fajt kizárólag az 1931-ben Madagaszkár délnyugati részén begyűjtött kettő fiatal egyed alapján ismeri a tudomány. A madarakat hosszú ideig a közeli rokon csuszkavanga egyedeinek tartották és csak 1996-ban ismerték fel a múzeumi anyag átvizsgálásakor, hogy ezek különálló fajt alkotnak.
Ezt a madarat különösen ritkának vagy akár már kihaltnak is tartották, mert a két ismert egyed gyűjtési helyén az erdőt már régen kiirtották. A faj utáni kutatóexpedíció sikertelen maradt, a környéken csak csuszkavangákat találtak a tudósok. Végül 2013-ban genetikai vizsgálatok igazolták, hogy ez nem egy külön faj, a begyűjtött egyedek a szintén a szigeten őshonos fehértorkú timália (Oxylabes madagascariensis) fiatal egyedei voltak.

## Rendszerezés

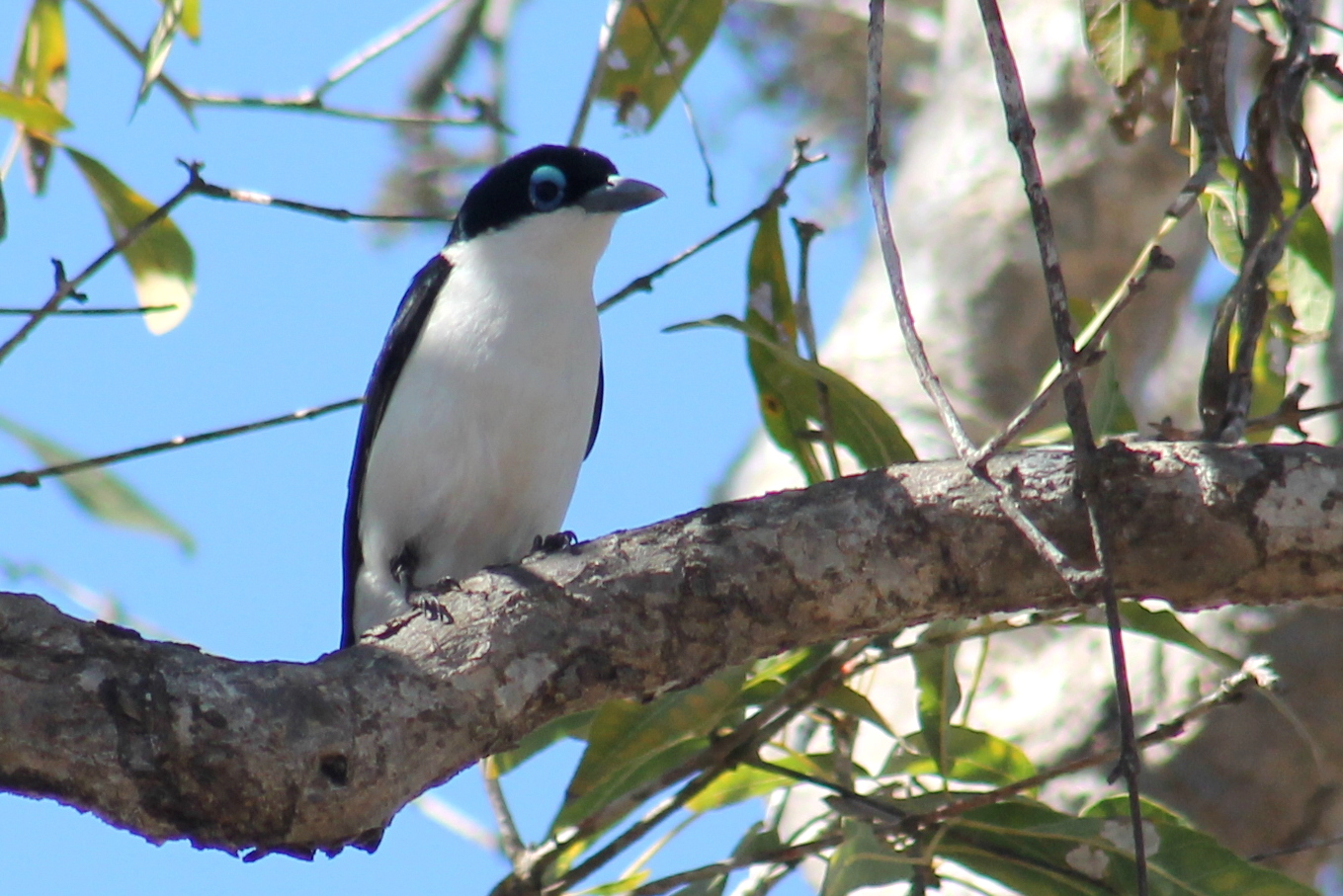
szarkavanga (Leptopterus chabert)

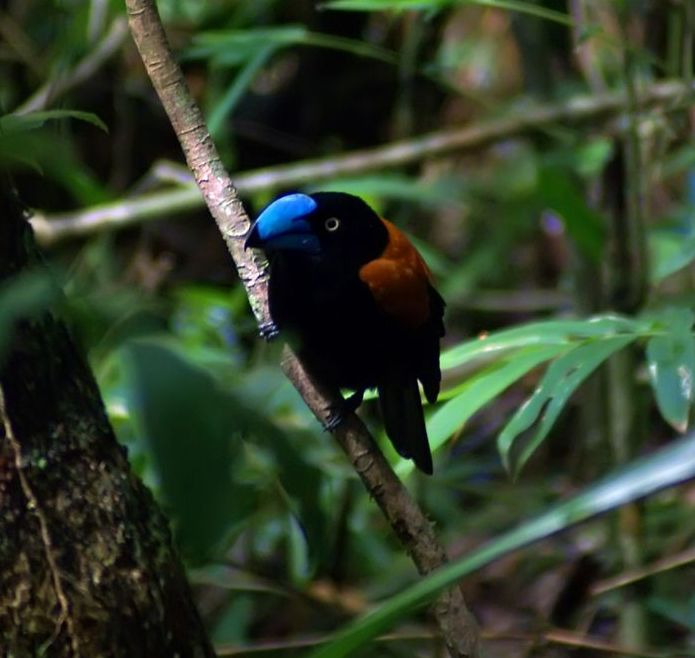
Sisakos vanga (Euryceros prevostii)

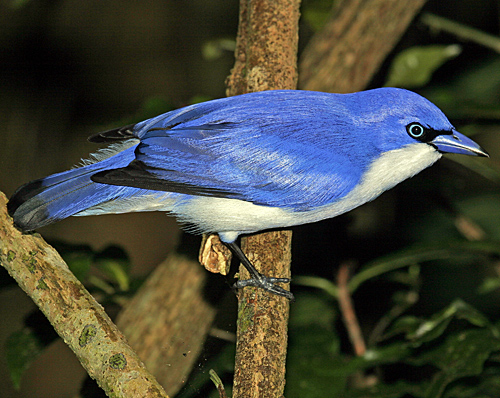
Azúrkék vanga (Cyanolanius madagascarinus)

A családba az alábbi nemek és fajok tartoznak.
- Newtonia – 5 faj
- Calicalicus – 2 faj
- Tylas – 1 faj
- Schetba – 1 faj
- Vanga – 1 faj
- Xenopirostris – 3 faj
- Artamella – 1 faj
- Falculea – 1 faj
- Leptopterus – 1 faj
- Cyanolanius – 1 faj
- Oriolia – 1 faj
- Euryceros – 1 faj
- Hypositta – 1 faj

- Mystacornis (Sharpe, 1870) – 1 faj
  - Crossley-vanga (Mystacornis crossleyi)

a nemet korábban a Timáliafélék családjába sorolták
- Pseudobias (Sharpe, 1870) – 1 faj
  - Ward-légykapó (Pseudobias wardi)

a nemet korábban a Pergőlégykapó-félék családjába sorolták
A DNS-szintézisen alapuló újabb rendszerek egyéb nemeket is a vangagébicsfélék családjába helyeznek, mint például a Newtonia nemet, a monotipikus Mystacornis crossleyi-t és a Pseudobias wardi-t. Ezek korábban az óvilági poszátafélék családjába tartoztak és a család átfogó vizsgálata nyomán helyezték át őket ide.
Valamennyi faj Madagaszkár szigetén endemikus, így könnyen elképzelhető, hogy a vangák adaptikus szétterjedésének végpontjai.

## Fordítás
Ez a szócikk részben vagy egészben  a   Vangawürger című német Wikipédia-szócikk fordításán alapul.  Az eredeti cikk szerkesztőit annak laptörténete sorolja fel. Ez a jelzés csupán a megfogalmazás eredetét és a szerzői jogokat jelzi, nem szolgál a cikkben szereplő információk forrásmegjelöléseként.